# Baptisterium San Giovanni
Baptisterium San Giovanni, křestní kaple, zasvěcená patronu Florencie sv. Janu Křtiteli, je jednou z nejstarších církevních staveb v tomto italském městě a tradičním křestním místem jeho obyvatel. Nově narozené děti se zde zapisovaly do matriky a na Bílou nebo svatodušní sobotu byly zvány ke křtu. Pokřtění se zde dostalo i jednomu z nejslavnějších florentských rodáků, básníku Dantemu Alighierimu, který stavbu později nazval „il bel San Giovanni“.
Přesné datum vzniku této světoznámé stavby není známo. Soudí se, že její základy byly položeny ještě v pozdně římském období, ve 4.–5. století. Její dnešní podoba – osmiboká centrální stavba v románském toskánském stylu – pochází z 11.–12. století. Roku 1128 byla křtitelnice zakryta stanovou střechou a současně obložena bílým a zeleným mramorem.
V letech 1059–1128 sloužilo Baptisterium San Giovanni jako florentský biskupský dóm.

## Troje bronzové dveře

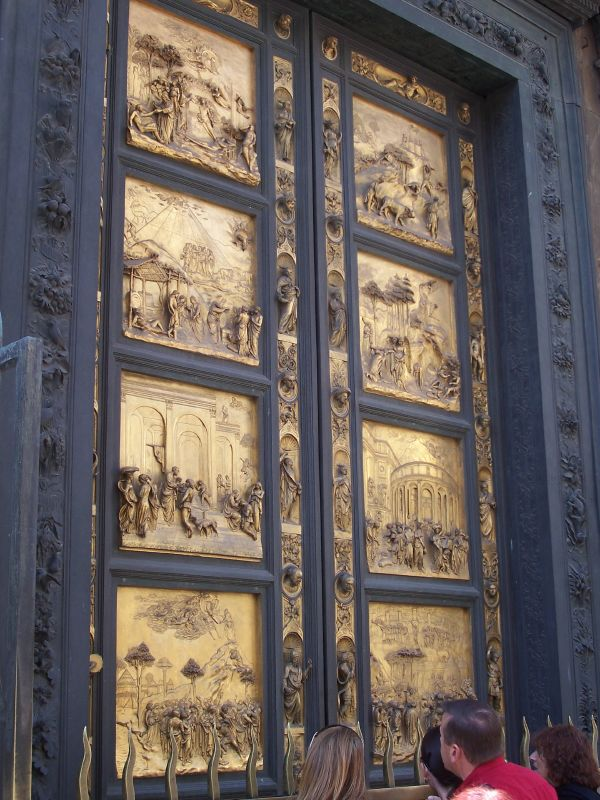
Rajská brána Lorenza Ghibertiho

Do baptisteria vedou troje bronzové dveře, které jsou považovány za vrchol toskánského umění.
Jižní bránu vyrobil kolem roku 1330 Andrea Pisano, žák významného pisánského sochaře Nicoly Pisana. Jsou na ní výjevy ze života Jana Křtitele a alegorie ctností. Tato brána je pokládána za jeden z posledních výtvorů gotického sochařství ve Florencii.
Autorem severní brány je Lorenzo Ghiberti, považovaný za prvního významného florentského sochaře 15. století. Ghiberti zvítězil roku 1401 jako třiadvacetiletý v soutěži o zhotovení výplně této brány. Soutěže se zúčastnil například také o rok starší Filippo Brunelleschi, později významný renesanční architekt. Soutěžící měli do roka odlít jednu výplňovou tabuli dveří podle vzoru Andrea Pisana na námět Abrahám obětuje Izáka. Jak soutěžní návrh Ghibertiho, tak Bruneleschiho jsou dnes uloženy v Národním muzeu ve florentském Bargellu. Ghiberti pracoval na těchto dveřích s náměty z Nového zákona až do roku 1424. Nadšení zadavatelé mu poté svěřili práce také na třetí, východní bráně.

Florentské baptisterium sv. Jana, základní orientace. Jižní brána (S) je od Andrey Pisana, severní (N) a východní „rajská“ (O, naproti vstupu do katedrály) od Lorenza Ghibertiho. Na západě (W) je obdélníkový závěr stavby (bez dveří).

Východní bránu nazval svého času Michelangelo Buonarroti Paradiso (Rajskou bránou). Lorenzo Ghiberti na ní pracoval v letech 1425–1452 a mohl si zcela volně vybrat námět. Zvolil výjevy ze Starého zákona na pozadí bohaté architektury. Tuto bránu považoval sám autor za nejpozoruhodnější ze svých děl. Dnes jsou její reliéfy kopie, originály byly po zrestaurování přemístěny do Muzea dómu. Na pravém rámu levého křídla dveří (čtvrtá hlavička shora) se nachází Ghibertiho autoportrét a portréty dalších umělců té doby.

## Interiér

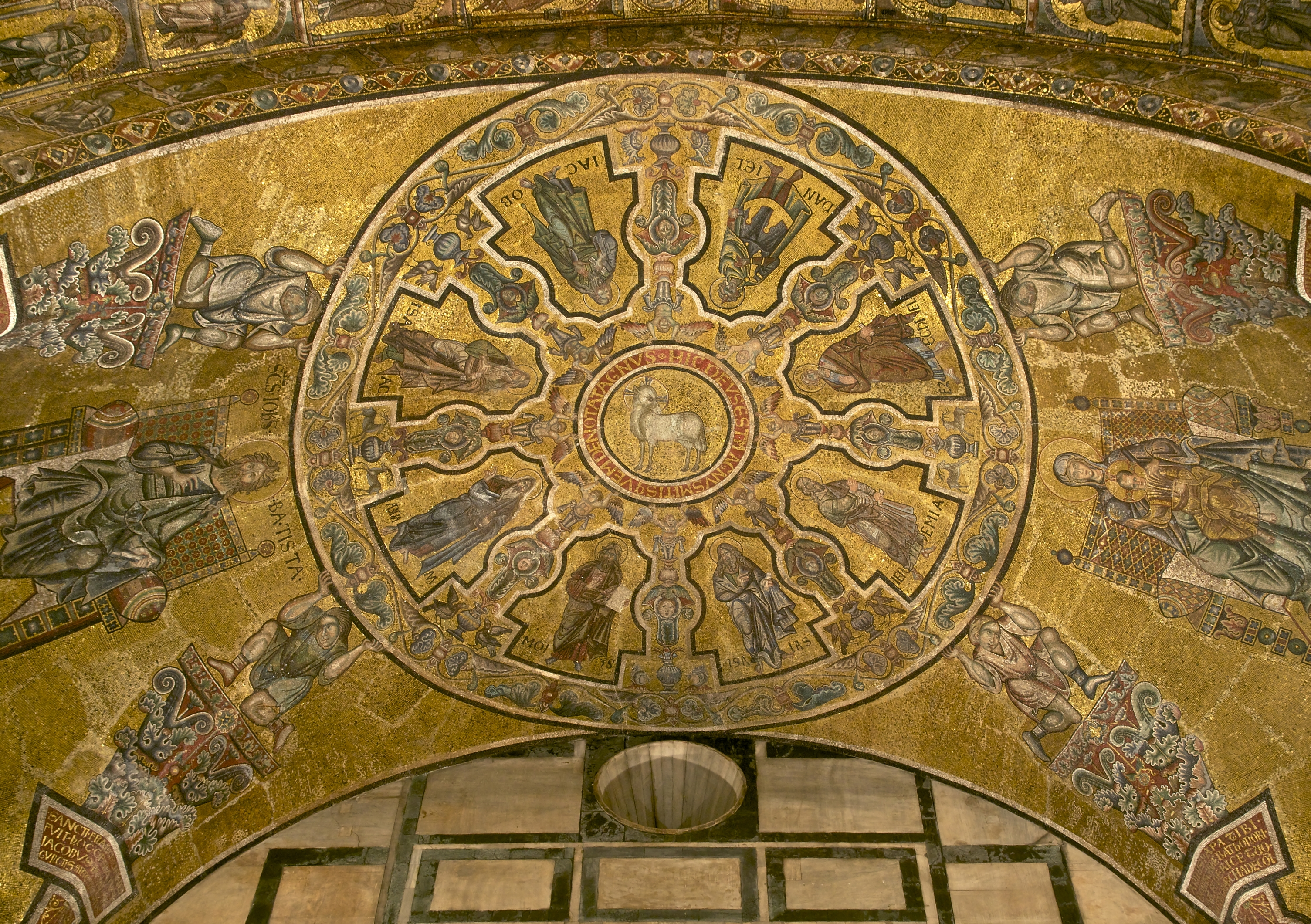
Strop baptisteria přímo nad oltářem.

Mozaiky v kopuli baptisteria pocházejí ze 13. století. Dominuje jim Kristus na trůnu, jehož obraz je doplněn šesti pásy výjevů. Zdola to jsou: příběhy Jana Křtitele – příběhy Krista – příběhy Josefa – příběhy stvoření světa – nebeský andělský dvůr s Kristem a archanděly.
V prvním patře se nachází matroneum – ochoz vyhrazený ženám.
Za pozornost dále stojí náhrobek vzdoropapeže Jana XXIII., který byl zhotoven kolem roku 1425 a je společným dílem sochaře Donatella a stavitele Michelozza Michelozziho.